# 일에빌렌주의 캉통
프랑스 일에빌렌주에는 총 27개의 캉통이 속해 있다. 2015년 3월 행정구역 총개편으로 인해 현재는 다음과 같이 설치되어 있다.
- 앙트렝
- 뱅드브르타뉴
- 베통
- 브뤼즈
- 샤토지롱
- 콩부르
- 돌드브르타뉴
- 푸제르 1
- 푸제르 2
- 라게르슈드브르타뉴
- 기샹
- 장제
- 리프레
- 멜르스
- 몽토방드브르타뉴
- 몽포르쉬르뫼
- 르동
- 렌 1
- 렌 2
- 렌 3
- 렌 4
- 렌 5
- 렌 6
- 르뢰
- 생말로 1
- 생말로 2
- 비트레